# Monumento al marqués de Santa Cruz
El monumento al marqués de Santa Cruz, ubicado en la calle Marqués de Santa Cruz de Marcenado, en la ciudad de Oviedo, Principado de Asturias, España, es una de las más de un centenar de esculturas urbanas que adornan las calles de la mencionada ciudad española.
El paisaje urbano de esta ciudad se ve adornado por obras escultóricas, generalmente monumentos conmemorativos dedicados a personajes de especial relevancia en un primer momento, y más puramente artísticas desde finales del siglo XX.
La escultura, hecha en bronce, es obra de Vicente Menéndez Prendes "Santarúa", y está datada en 1984. Se trata de un pequeño busto sobre un alto pedestal de piedra situado en la parte ajardinada (los lindes del Campo de San Francisco) de la calle del Marqués de Santa Cruz de Oviedo, para rememorar la figura de Sebastián Vigil de Quiñones  caballero de Calatrava, regidor de Oviedo y señor del coto de Marcenado, en Siero (Asturias).